# Geoffrey Spicer-Simson
Geoffrey Spicer-Simson vagy Lord Bellycloth (Hobart, 1876. január 15. – Courtenay, Brit Columbia, 1947. január 29.) parancsnok a Brit Királyi Haditengerészetben. Szolgálatot teljesített a Földközi-tengeren, a Csendes-óceánon és Angliában is. Leginkább az 1915-ös Tanganyika-tavi flottamanőver vezetőjeként ismert, ahol két kis hajóval megsemmisített egy jóval erősebb német hajóköteléket. Ez az expedíció volt az ihletője az Afrika királynője című regénynek és filmnek. Történetét Giles Foden dolgozta fel a Mimi and Toutou Go Forth. The Bizarre Battle for Lake Tanganyika című regényében.

## Korai évei
Geoffrey Basil Spicer Simson a tasmaniai Hobartban született 1876. január 15-én. Apja, Frederick Simson, aki korábban a kereskedelmi hajózásban tevékenykedett és arannyal üzletelt Indiában, 31 évesen letelepedett Franciaországban, Le Havre városban. Itt ismerkedett meg a 18 éves Dora Spicerrel, egy angol lelkész lányával, és miután összeházasodtak, családnevüket Spicer-Simsonra változtatta. 1874-ben Tasmaniába költöztek rokonaikhoz, és öt évig birkafarmot tartottak fenn. Geoffrey fiuk, bár Tasmaniában született, hamarosan Franciaországba költözött anyja akaratának megfelelően. Testvéreivel együtt iskoláit Angliában végezte. Legidősebb testvére, Theodore művész lett, Franciaország és az Egyesült Államok között ingázott. Legfiatalabb testvére, Noel végül a Brit Hadseregbe lépett.
Geoffrey 1889-ben, 14 évesen lépett be a Királyi Haditengerészetbe. 1901-ben tagja volt az Észak-Borneo Térképészeti Bizottságnak, és számos térképet készített. Ezután Kínába utazott, és háromszögelés módszerével elsőként térképezte fel a Jangce folyót 1905 és 1908 között. Kína után Afrikába vezényelték, itt 1911 és 1914 között a Gambia-folyót feltáró kutatás vezetője volt. Felesége, Amy Elizabeth, akivel 1912-ben házasodott össze, a Brit-Kolumbiai Edmund és Phoebe Baynes-Reed lánya volt. Miután szolgálata letelt, visszatért Angliába, ahol irodai munkát végzett az első világháború kitörésekor, a kereskedelmi hajókon szolgálatot teljesítő tengerészek haditengerészekké való átképzéséért felelős osztályon.

## A Tanganyika-tavi csatában

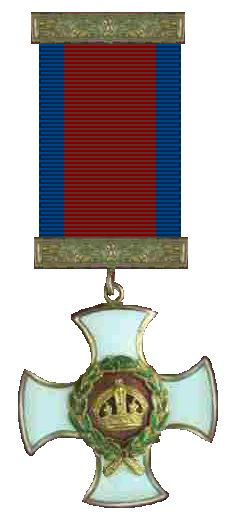
1915-ben Szolgálati Érdemrenddel tüntették ki

Afrikai tapasztalatai miatt Spicer-Simsont nevezték ki egy hadművelet parancsnokává, melynek célkitűzése a Tanganyika-tavat ellenőrzésük alatt tartó német hajók megsemmisítése volt. Hadművelete előkészületeként két, gépfegyverekkel és ágyúkkal felszerelt motoros hajót szállíttatott át Belga Kongó dzsungelein keresztül a 3000 mérföldre fekvő Fokvárosból. A két hajót Mimi és Toutou névre nevezte át a vízre bocsátás előtt. Személyes irányítása alatt hajói elfogták a német Kingani hajót. A német hajót kijavíttatta, majd ezt Fifi névre keresztelte át. Mivel ő volt az első brit tiszt az első világháborúban aki egy német hajót elfogott, flottaparancsnokká léptették elő. Giles Foden történész leírása alapján eléggé bogaras ember hírében állt – példának okáért, hatalmas mennyiségű Worcester-szószt és hashajtót vitt magával a hadjáratra, a bennszülöttek számára, akiknek nyilván szükségük volt rá. Gyakran fűszoknyát vagy a felesége készítette vászonszoknyát viselt miközben hajóit irányította (amely, elmondása szerint rendkívül praktikus volt abban a meleg időben), és ragaszkodott hozzá, hogy tengernagyi zászló lengjen a rezidenciája előtt, amely valójában egy sárkunyhó volt. Mindezek miatt a helyi bennszülöttek sem vették komolyan, és Bwana Chifunga-Tumbo-nak, vagy angolul Lord Bellycloth-nak nevezték el, ami nagyjából Köldökrongy Úr-nak fordítható, utalva az egyenruha helyett viselt vászonszoknyájára.
A Mimi, Toutou, és Fifi hajókkal, és két belga hajó támogatásával Simson hajóraja elsüllyesztette a Hedwig von Wissman nevű német hajót. Ezért a haditettéért a Szolgálati Érdemrenddel tüntették ki, de a hadművelet hamarosan visszás módon ért véget. Simson húzódozott, hogy hajóival a brit és belga gyarmati erők segítségére siessen a napjainkban Zambiában fekvő Mpulungu ostrománál. Először betegségre hivatkozva rezidenciájába vonult vissza, majd hónapokra eltűnt. Ezután Angliába rendelték vissza orvosi és elmeorvosi kivizsgálásra.

## Kései évei
Később a tengeri hírszerzés helyettes vezetőjeként dolgozott. A versailles-i békekonferencián tengerészeti biztosként és francia tolmácsként működött 1919-ben. Visszavonulása után vízrajzi munkákban vett részt, majd hátralévő éveit Brit Columbiában, Kanadában töltötte. Tanganyikai tapasztalatairól előadásokat tartott, valamint segített a National Geographicnek megírni egy, a két hajónak a Kongó dzsungelein történt átszállításáról szóló cikket. 1947 január 29-én hunyt el.

## Díjai, kitüntetései
- Kína Érdemrend 1900-ban
- Szolgálati Érdemrend 1915-ben